# Gran Premio di Gran Bretagna 2014
Il Gran Premio di Gran Bretagna 2014 è stata la nona prova della stagione 2014 del campionato mondiale di Formula 1. La gara, disputatasi domenica 6 luglio 2014 sul circuito di Silverstone, è stata vinta da Lewis Hamilton su Mercedes, al ventisettesimo successo nel mondiale; Hamilton ha preceduto sul traguardo Valtteri Bottas su Williams-Mercedes e Daniel Ricciardo su Red Bull Racing-Renault.

## Vigilia

### Sviluppi futuri
La Lotus annuncia il passaggio, dal 2015, a motori Mercedes.

### Aspetti tecnici
La Pirelli, fornitrice unica degli pneumatici, porta per questo Gran Premio gomme di tipo "Hard" e di tipo "Medium". Nella scorsa stagione la gara venne caratterizzata dallo scoppio di diverse gomme che ripropose il tema della sicurezza degli pneumatici.
Dopo i problemi riscontrati nelle prime gare la FIA introduce un nuovo flussometro per controllare il consumo di carburante delle monoposto.

### Aspetti sportivi
L'ex pilota di F1 Nigel Mansell è nominato quale commissario aggiunto del Gran Premio da parte della FIA. L'inglese ha già svolto tale funzione in passato, ricoprendola negli ultimi tre Gran Premi di Gran Bretagna.
Viene comunicata la cessione della Caterham da parte di Tony Fernandes a una cordata di investitori svizzeri e mediorientali, guidati da Colin Kolles, ex team principal dell'HRT. Assieme a Kolles la guida della scuderia è affidata a Christijan Albers, ex pilota di F1, e all'italiano Manfredi Ravetto.
Felipe Massa festeggia le 200 presenze nel mondiale di F1, tenendo conto anche dei gran premi di Stati Uniti 2005 ed Ungheria 2009. Il brasiliano ha esordito nel Gran Premio d'Australia 2002 e ha ottenuto 11 vittorie, 16 pole position e 15 giri veloci. Giunse secondo nel mondiale piloti nel 2008.
La FIA penalizza di dieci posizioni sulla griglia di partenza il pilota della Sauber Esteban Gutiérrez per essere stato rimandato in pista dal suo team, nel corso del Gran Premio d'Austria, senza che gli pneumatici fossero stati correttamente montati.
Susie Wolff scende in pista, come terzo pilota, nel venerdì di prove libere sulla Williams, segnando il ritorno di una donna in F1 dopo 22 anni: l'ultima donna ad aver gareggiato nella massima formula è stata Giovanna Amati nel Gran Premio del Brasile 1992. Nella stessa sessione hanno sostituito i piloti titolari anche Giedo van der Garde (alla Sauber in luogo di Adrian Sutil), Daniel Juncadella (in Force India sulla monoposto di Nico Hülkenberg) e Robin Frijns (che prende il volante di Kamui Kobayashi della Caterham).

## Prove

### Resoconto
Nico Rosberg, pilota della Mercedes, risulta il più rapido nella prima sessione di prove libere. Il tedesco precede in graduatoria il compagni di scuderia Lewis Hamilton, staccato di 7 decimi, e Fernando Alonso. Felipe Massa è uscito di pista nei pressi dell'entrata dei box: la sua vettura ha colpito le barriere, danneggiandosi. L'incidente ha portato all'esposizione della bandiera rossa che ha interrotto la sessione. Anche Susie Wolff, impegnata sull'altra Williams ha potuto compiere pochi giri per un problema tecnico. Gravi problemi tecnici hanno fermato anche Pastor Maldonado della Lotus. Rosberg e Daniel Ricciardo sono stati richiamati dai commissari per aver effettuato dei sorpassi in regime di bandiera rossa. I due però non sono stati penalizzati.
Nella seconda sessione Lewis Hamilton ha preso il comando della classifica, precedendo Rosberg e Alonso. Il britannico della Mercedes, dopo aver ottenuto il miglior tempo, ha dovuto interrompere la sessione per un problema alla power unit. Hanno riscontrato dei problemi tecnici anche Marcus Ericsson (sempre alla power unit), e Jules Bianchi alla batteria.
La pioggia ha condizionato lo svolgimento delle libere del sabato. Sebastian Vettel ha chiuso con il miglior riscontro cronometrico, davanti al compagno di scuderia Ricciardo. I piloti di Mercedes e Ferrari hanno deciso di non effettuare nessun giro cronometrato per salvaguardare un treno di gomme in più per il resto del weekend. Jules Bianchi è stato autore di un'uscita di pista, mentre il suo compagno di team Max Chilton non ha potuto provare per un problema tecnico al cambio, la cui sostituzione produce una penalizzazione di 5 posizioni sulla griglia di partenza.

### Risultati
Nella prima sessione del venerdì si è avuta questa situazione:
| Pos | Nº | Pilota          | Costruttore | Tempo    | Gap    | Giri |
| --- | -- | --------------- | ----------- | -------- | ------ | ---- |
| 1   | 6  | Nico Rosberg    | Mercedes    | 1'35"424 |        | 25   |
| 2   | 44 | Lewis Hamilton  | Mercedes    | 1'36"155 | +0"731 | 22   |
| 3   | 14 | Fernando Alonso | Ferrari     | 1'36"263 | +0"839 | 23   |

Nella seconda sessione del venerdì si è avuta questa situazione:
| Pos | Nº | Pilota          | Costruttore | Tempo    | Gap    | Giri |
| --- | -- | --------------- | ----------- | -------- | ------ | ---- |
| 1   | 44 | Lewis Hamilton  | Mercedes    | 1'34"508 |        | 14   |
| 2   | 6  | Nico Rosberg    | Mercedes    | 1'34"736 | +0"228 | 35   |
| 3   | 14 | Fernando Alonso | Ferrari     | 1'35"244 | +0"736 | 32   |

Nella sessione del sabato mattina si è avuta questa situazione:
| Pos | Nº | Pilota           | Costruttore             | Tempo    | Gap    | Giri |
| --- | -- | ---------------- | ----------------------- | -------- | ------ | ---- |
| 1   | 1  | Sebastian Vettel | Red Bull Racing-Renault | 1'52"522 |        | 6    |
| 2   | 3  | Daniel Ricciardo | Red Bull Racing-Renault | 1'52"631 | +0"109 | 6    |
| 3   | 13 | Pastor Maldonado | Lotus-Renault           | 1'53"044 | +0"522 | 10   |

## Qualifiche

### Resoconto
La prima fase è fortemente influenzata dall'arrivo della pioggia. il primo pilota ad azzardare le gomme slick è Jenson Button, il cui tempo è però cancellato per aver superato con tutte e quattro le ruote la linea bianca che delimita la pista. Poco dopo però la pioggia fa la sua ricomparsa sul tracciato: vengono così eliminati i due piloti della Scuderia Ferrari, i due della Williams e i due della Caterham. Adrian Sutil, pur qualificato alla fase seguente, commette un errore e s'insabbia.
La pioggia cala d'intensità, tanto che i piloti iniziano a girare con gomme intermedie, prima di passare alle gomme d'asciutto nella fase finale. In questa fase anche Vettel si è visto cancellare un suo crono, riuscendo però a rientrare nella decina di piloti che si contendono la pole position. Esteban Gutiérrez danneggia il retrotreno della sua Sauber, mentre Pastor Maldonado si ferma per un guasto al motore. Oltre a loro due vengono esclusi anche i due piloti della Marussia, e Romain Grosjean.
Nella fase finale Nico Rosberg e Lewis Hamilton si piazzano immediatamente nelle prime due posizioni, dopo il primo tentativo. Nel secondo tentativo Hamilton ha rallentato, giudicando il tracciato ancora scivoloso; Rosberg ha così conquistato la pole e ben quattro piloti, si sono frapposti tra i due della Mercedes. Per Rosberg è la pole position numero 8 nel mondiale.
Al termine delle prove i commissari retrocedono in fondo allo schieramento Pastor Maldonado in quanto la quantità di carburante sulla sua Lotus era inferiore a quanto previsto dal regolamento. I commissari hanno ammesso al via le due Caterham, pur avendo entrambe fatto segnare un tempo superiore al 107% di quanto ottenuto dal primo della Q1.

### Risultati
Nella sessione di qualifica si è avuta questa situazione:
| Pos                         | Nº | Pilota            | Costruttore             | Q1       | Q2          | Q3       | Griglia |
| --------------------------- | -- | ----------------- | ----------------------- | -------- | ----------- | -------- | ------- |
| 1                           | 6  | Nico Rosberg      | Mercedes                | 1'40"380 | 1'35"179    | 1'35"766 | 1       |
| 2                           | 1  | Sebastian Vettel  | Red Bull Racing-Renault | 1'45"086 | 1'36"410    | 1'37"386 | 2       |
| 3                           | 22 | Jenson Button     | McLaren-Mercedes        | 1'44"425 | 1'36"579    | 1'38"200 | 3       |
| 4                           | 27 | Nico Hülkenberg   | Force India-Mercedes    | 1'41"271 | 1'37"112    | 1'38"329 | 4       |
| 5                           | 20 | Kevin Magnussen   | McLaren-Mercedes        | 1'42"507 | 1'37"370    | 1'38"417 | 5       |
| 6                           | 44 | Lewis Hamilton    | Mercedes                | 1'41"058 | 1'34"870    | 1'39"232 | 6       |
| 7                           | 11 | Sergio Pérez      | Force India-Mercedes    | 1'42"146 | 1'37"350    | 1'40"457 | 7       |
| 8                           | 3  | Daniel Ricciardo  | Red Bull Racing-Renault | 1'44"710 | 1'38"166    | 1'40"606 | 8       |
| 9                           | 26 | Daniil Kvjat      | STR-Renault             | 1'41"032 | 1'36"813    | 1'40"707 | 9       |
| 10                          | 25 | Jean-Éric Vergne  | STR-Renault             | 1'43"040 | 1'37"800    | 1'40"855 | 10      |
| 11                          | 8  | Romain Grosjean   | Lotus-Renault           | 1'43"121 | 1'38"496    | N.D.     | 11      |
| 12                          | 17 | Jules Bianchi     | Marussia-Ferrari        | 1'41"169 | 1'38"709    | N.D.     | 12      |
| 13                          | 4  | Max Chilton       | Marussia-Ferrari        | 1'42"082 | 1'39"800    | N.D.     | 17      |
| 14                          | 21 | Esteban Gutiérrez | Sauber-Ferrari          | 1'43"285 | 1'40"912    | N.D.     | 19      |
| SQ                          | 13 | Pastor Maldonado  | Lotus-Renault           | 1'43"892 | 1'44"018    | N.D.     | 20      |
| 16                          | 99 | Adrian Sutil      | Sauber-Ferrari          | 1'42"603 | senza tempo | N.D.     | 13      |
| 17                          | 77 | Valtteri Bottas   | Williams-Mercedes       | 1'45"318 | N.D.        | N.D.     | 14      |
| 18                          | 19 | Felipe Massa      | Williams-Mercedes       | 1'45"695 | N.D.        | N.D.     | 15      |
| 19                          | 14 | Fernando Alonso   | Ferrari                 | 1'45"935 | N.D.        | N.D.     | 16      |
| 20                          | 7  | Kimi Räikkönen    | Ferrari                 | 1'46"684 | N.D.        | N.D.     | 18      |
| 21                          | 9  | Marcus Ericsson   | Caterham-Renault        | 1'49"421 | N.D.        | N.D.     | 21      |
| 22                          | 10 | Kamui Kobayashi   | Caterham-Renault        | 1'49"625 | N.D.        | N.D.     | 22      |
| Tempo limite 107%: 1'47"406 |    |                   |                         |          |             |          |         |

In grassetto sono indicate le migliori prestazioni in Q1, Q2 e Q3.

## Gara

### Resoconto
Nico Rosberg mantiene il comando al via, seguito dalle due McLaren, Sebastian Vettel e Lewis Hamilton. Il britannico, già nel corso del primo giro, al Loop passa il tedesco. All'uscita della curva Aintree Kimi Räikkönen esce dal tracciato, rientra in pista, ma perde il controllo della sua Ferrari, andando a sbattere contro le protezioni e rientrando nuovamente in pista. La sua vettura non può essere evitata da Kamui Kobayashi, da Felipe Massa e da Max Chilton. Tutti e quattro restano incolumi . Non possono proseguire Kimi Räikkönen e Felipe Massa, mentre Max Chilton rientra ai box in regime di bandiera rossa (e semaforo rosso della pit-lane) e quindi viene penalizzato con un drive through. La direzione decide di sospendere la gara per consentire di rimettere a posto il guardrail danneggiato dalla vettura del finlandese.
La gara ricomincia dopo circa un'ora, con le vetture schierate in griglia sulla base della classifica al momento dell'interruzione. Già al terzo giro Hamilton passa Magnussen, mentre Valtteri Bottas supera Daniil Kvjat e Daniel Ricciardo e si pone settimo. Un giro dopo Hamilton ha la meglio su Button e sale in seconda posizione, essendo già staccato da Rosberg di cinque secondi; Bottas passa anche Hulkenberg ed è sesto. Risale nel frattempo anche Fernando Alonso, che è decimo, e tra il sesto e l’ottavo giro supera Kvyat, Ricciardo e anche Nico Hülkenberg; lo stesso Ricciardo riesce infine a passare il tedesco al nono giro.
Alla fine del decimo giro iniziano i primi pit stop per i piloti di testa, con Sebastian Vettel. Le McLaren continuano a perdere posizioni: Magnussen viene passato da Bottas al tredicesimo giro e poi da Alonso al quindicesimo con un gran sorpasso alla curva Stowe. Un giro dopo, nello stesso punto Bottas passa Button issandosi virtualmente sul podio. Al giro 18 c'è il cambio gomme per Rosberg che aveva visto scendere il suo vantaggio a due secondi e rientra secondo, alle spalle di Hamilton, che cambia solo al giro 24, restituendo la posizione di testa al compagno di scuderia. Un giro dopo è il turno per Alonso che si trova a scontare anche 5 secondi di stop&go, per errato posizionamento sulla griglia al momento della prima partenza. Vettel, in rimonta, passa Magnussen e torna al quinto posto.
Il duo della Mercedes comanda la gara, davanti a Valtteri Bottas, Jenson Button, Sebastian Vettel, Daniel Ricciardo e Fernando Alonso. Al ventinovesimo giro il leader Rosberg è costretto al ritiro per un guasto al cambio. Con i cambi gomme delle due McLaren e di Bottas, al giro 31, si completa la prima tornata di stop. Hamilton guida ora con margine enorme su Vettel, poi Bottas, Ricciardo, Button e Alonso.
Il tedesco campione del mondo effettua la sua seconda sosta al giro 34: appena rientrato in pista viene passato da Alonso alla Copse. I due danno vita a un lungo duello per la quinta posizione, che si conclude al giro 47, quando il pilota della Red Bull Racing passa il ferrarista alla Copse. Negli ultimi giri Button recupera terreno su Ricciardo, ma senza riuscire a impensierirlo. Lewis Hamilton, che ha fatto un ulteriore stop in sicurezza al giro 42, vince per la ventisettesima volta, come Jackie Stewart. Valtteri Bottas e Daniel Ricciardo completano il podio.

### Risultati
I risultati del Gran Premio sono i seguenti:
| Pos | Nº | Pilota            | Costruttore             | Giri | Tempo/Ritiro                  | Griglia | Punti |
| --- | -- | ----------------- | ----------------------- | ---- | ----------------------------- | ------- | ----- |
| 1   | 44 | Lewis Hamilton    | Mercedes                | 52   | 2h26'52"094                   | 6       | 25    |
| 2   | 77 | Valtteri Bottas   | Williams-Mercedes       | 52   | +30"135                       | 14      | 18    |
| 3   | 3  | Daniel Ricciardo  | Red Bull Racing-Renault | 52   | +46"495                       | 8       | 15    |
| 4   | 22 | Jenson Button     | McLaren-Mercedes        | 52   | +47"390                       | 3       | 12    |
| 5   | 1  | Sebastian Vettel  | Red Bull Racing-Renault | 52   | +53"864                       | 2       | 10    |
| 6   | 14 | Fernando Alonso   | Ferrari                 | 52   | +59"946                       | 16      | 8     |
| 7   | 20 | Kevin Magnussen   | McLaren-Mercedes        | 52   | +1'02"563                     | 5       | 6     |
| 8   | 27 | Nico Hülkenberg   | Force India-Mercedes    | 52   | +1'28"692                     | 4       | 4     |
| 9   | 26 | Daniil Kvjat      | STR-Renault             | 52   | +1'29"340                     | 9       | 2     |
| 10  | 25 | Jean-Éric Vergne  | STR-Renault             | 51   | +1 giro                       | 10      | 1     |
| 11  | 11 | Sergio Pérez      | Force India-Mercedes    | 51   | +1 giro                       | 7       |       |
| 12  | 8  | Romain Grosjean   | Lotus-Renault           | 51   | +1 giro                       | 11      |       |
| 13  | 99 | Adrian Sutil      | Sauber-Ferrari          | 51   | +1 giro                       | 13      |       |
| 14  | 17 | Jules Bianchi     | Marussia-Ferrari        | 51   | +1 giro                       | 12      |       |
| 15  | 10 | Kamui Kobayashi   | Caterham-Renault        | 50   | +2 giri                       | 22      |       |
| 16  | 4  | Max Chilton       | Marussia-Ferrari        | 50   | +2 giri                       | 17      |       |
| 17  | 13 | Pastor Maldonado  | Lotus-Renault           | 49   | Scarichi                      | 20      |       |
| Rit | 6  | Nico Rosberg      | Mercedes                | 28   | Cambio                        | 1       |       |
| Rit | 9  | Marcus Ericsson   | Caterham-Renault        | 11   | Sospensione                   | 21      |       |
| Rit | 21 | Esteban Gutiérrez | Sauber-Ferrari          | 9    | Collisione con P. Maldonado   | 19      |       |
| Rit | 19 | Felipe Massa      | Williams-Mercedes       | 0    | Incidente alla prima partenza | 15      |       |
| Rit | 7  | Kimi Räikkönen    | Ferrari                 | 0    | Incidente alla prima partenza | 18      |       |

## Classifiche mondiali

### Piloti
| Pos | Pilota           | Punti |
| --- | ---------------- | ----- |
| 1   | Nico Rosberg     | 165   |
| 2   | Lewis Hamilton   | 161   |
| 3   | Daniel Ricciardo | 98    |
| 4   | Fernando Alonso  | 87    |
| 5   | Valtteri Bottas  | 73    |
| 6   | Sebastian Vettel | 70    |
| 7   | Nico Hülkenberg  | 63    |
| 8   | Jenson Button    | 55    |
| 9   | Kevin Magnussen  | 35    |
| 10  | Felipe Massa     | 30    |
| 11  | Sergio Pérez     | 28    |
| 12  | Kimi Räikkönen   | 19    |
| 13  | Jean-Éric Vergne | 9     |
| 14  | Romain Grosjean  | 8     |
| 15  | Daniil Kvjat     | 6     |
| 16  | Jules Bianchi    | 2     |

### Costruttori
| Pos | Costruttore             | Punti |
| --- | ----------------------- | ----- |
| 1   | Mercedes                | 326   |
| 2   | Red Bull Racing-Renault | 168   |
| 3   | Ferrari                 | 106   |
| 4   | Williams-Mercedes       | 103   |
| 5   | Force India-Mercedes    | 91    |
| 6   | McLaren-Mercedes        | 90    |
| 7   | STR-Renault             | 15    |
| 8   | Lotus-Renault           | 8     |
| 9   | Marussia-Ferrari        | 2     |

## Decisioni della FIA
Al termine della gara il pilota della Sauber Esteban Gutiérrez viene penalizzato di tre posizioni sulla griglia di partenza del successivo Gran Premio di Germania per l'incidente con Pastor Maldonado, avvenuto durante la gara.